# Palmira (Alfaro Ruiz)
Palmira è un distretto della Costa Rica facente parte del cantone di Alfaro Ruiz, nella provincia di Alajuela.